# Жанырык
Жанырык (кирг. Жаңырык) — село в Баткенском районе Баткенской области Кыргызстана. Входит в состав Дарыинского айылного аймака.

## География
Село расположено в центральной части области, на левом берегу реки Сох, на расстоянии приблизительно 33 километров (по прямой) к юго-востоку от города Баткена, административного центра области и района. Абсолютная высота — 1552 метра над уровнем моря.

## Население
Согласно оценочным данным Национального статистического комитета Кыргызской Республики, численность населения села на начало 2023 года составляла 207 человек.
| год     | 2009 | 2014 | 2015 | 2020 | 2021 | 2023 |
| ------- | ---- | ---- | ---- | ---- | ---- | ---- |
| человек | 173  | 200  | 176  | 220  | 220  | 207  |